# Cosmonotus
Cosmonotus is een geslacht van kreeftachtigen uit de klasse van de Malacostraca (hogere kreeftachtigen).

## Soorten
- Cosmonotus genkaiae Takeda & Miyake, 1970
- Cosmonotus grayii Adams, in Belcher, 1848
- Cosmonotus mclaughlinae Tavares, 2006